# Khoja

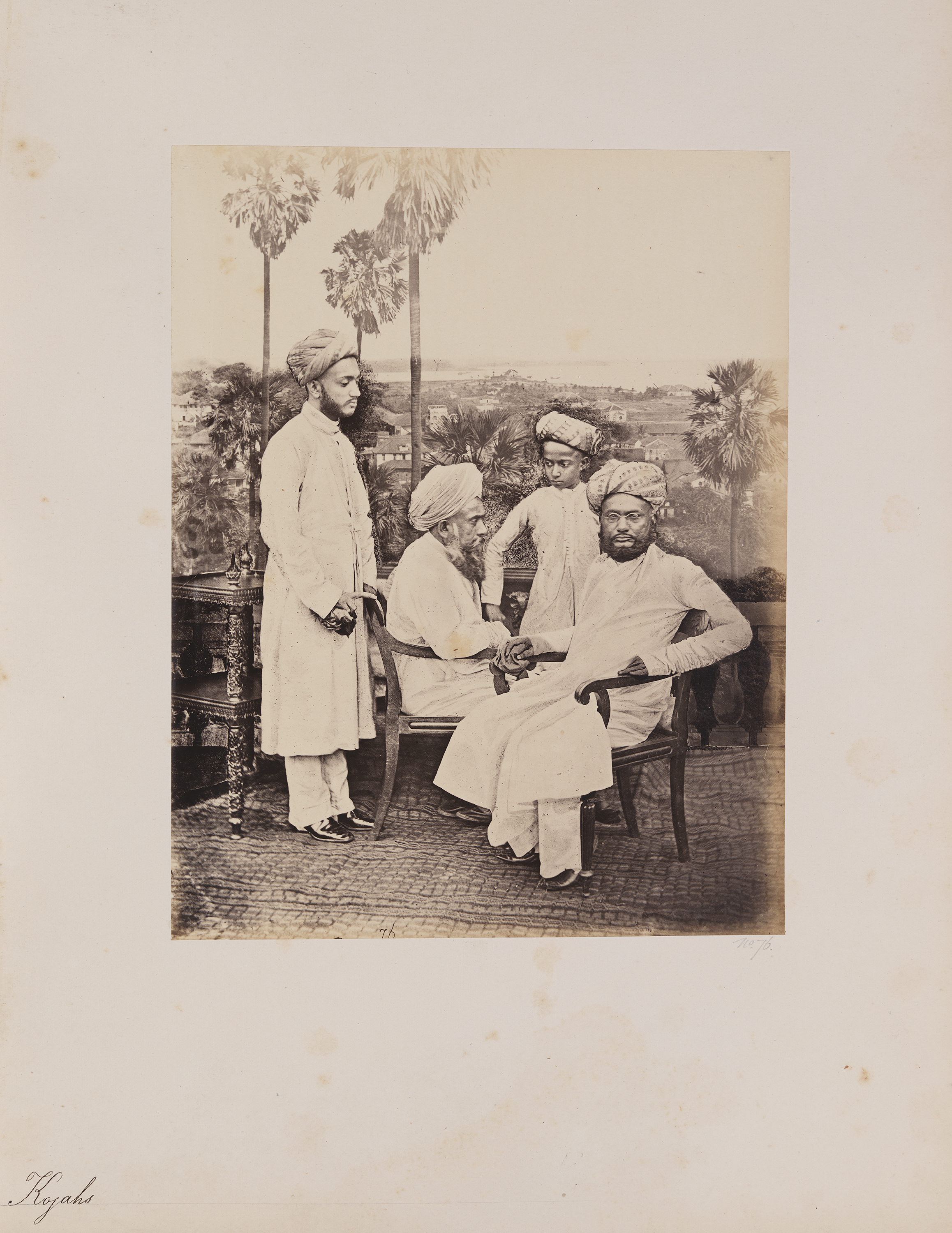
The Khojas

Khoja este o comunitate fondată în secolul al XIV-lea, sub influența pir-ului (liderului religios) Sadr-ud-Din (Sadardin), prin convertirea la ismailismul nizarit a membrilor unor caste de negustori din vestul sub-continentului indian.
Nizariții reprezintă cel mai larg segment al musulmanilor ismailiți, care sunt, la rândul lor, a doua cea mai mare ramură a Islamului Șiit, după duodecimani (Isnașarism). Liderul spiritual al Nizariților este cunoscut sub numele de Aga Khan, un titlu deținut de Imam; totuși, nu toți membrii comunității Khoja recunosc autoritatea lui Aga Khan.

## Origini
Comunitatea Khoja a luat naștere în secolul al XIV-lea, când, în subcontinentul indian, Pir Sadardin a fondat comunitatea nizarită, numită și Satpanth, „adevărata cale”, predicând doctrina ismailită în sânul unor caste indiene inferioare. Doctrina, prin lipsa rigidității sale și prin ușurința de a se adapta la noi medii culturale, a facilitat efortul de propovăduire de către promotorii săi (dāʿi). „Tradiția Satpanth a folosit termeni și idei dintr-o varietate de curente religioase și filosofice”, ceea ce i-a încurajat pe convertiți să îmbrățișeze noua credință și astfel a contribuit la apariția comunității cunoscute sub numele de Khoja. Convertiții proveneau în principal din castele Lohana și Bania din vestul Indiei, răspândite de-a lungul statelor Gujarat și Sindh de astăzi, care cuprindeau negustori iscusiți ce vor deveni, mai târziu, antreprenori cu influență.
Deși Pir Sadardin a descins în Sindh venind din Provincia Khorasan (Iran) și a rămas în istorie ca unul dintre cei mai proeminenți autori ismailiți ai secolului al XIV-lea, a circulat și legenda că ar fi fost un preot hindus pe nume Sahdev, care fusese prins furând în templu și, rușinat și dezamăgit, a părăsit templul, și-a schimbat înfățișarea și a luat numele de Sadr-ud-Din.

## Etimologie
Khoja, termenul folosit de Pir Sadardin pentru desemnarea noilor membri ai comunității, este o formă coruptă a titlului onorific de origine persană khwājah (Persană: خواجه), cu sensul de „domn” sau „stăpân”, folosit cu intenția de a face distincția de castă în privința membrilor de origine hindusă convertiți la islamul ismailit.
Shafique Virani, autor și profesor de studii islamice, subliniază rolul excepțional jucat de Pir Sadardin în fondarea comunității Khoja. Autorul îl descrie ca fiind o „figură carismatică, căruia o mare parte din comunitatea ismailită modernă din Asia de Sud îi atribuie existența”. Precizările făcute de Virani vin să confirme că numele pe care Pir Sadardin l-a atribuit adepților săi a fost cel de „khwāja”, așa cum este pronunțat în Sindh, sau „khoja”, folosit în Gujarat, derivat din onorificul persan folosit pentru oameni de seamă sau înțelepți de marcă.

## Presiunea britanică și Cazul Agha Khan
La sfârșitul secolului al XIX-lea și începutul secolului al XX-lea, sub puternica influență a dominației britanice (și a tribunalelor britanice) în India, dorința colonialiștilor de a impune o scindare identitară clară a societății indiene pe criterii religioase a condus la o delimitare ireversibilă între hinduși și musulmani și, mai departe, la solicitarea de împărțire a subcontinentului în baza „teoriei celor două națiuni”. O ruptură bruscă în comunitatea Khoja, cu identitatea sa multivalentă, s-a dovedit a fi o sarcină dificilă, dată fiind fuziunea dintre elementele hinduse și arabo-persane care au constituit sursa unor practici și obiceiuri specifice comunității. De exemplu, membrii Khoja au păstrat puternice rădăcini etnice hinduse și obiceiuri de castă, precum ritualuri legate de naștere, dar preluaseră și practici ismailite, cum ar fi plata taxelor (zeciuiala) către Jamaat khana, principalul lor lăcaș de cult.
Pe lângă presiunea colonialistă, Aga Khan I, la sosirea sa din Iran la Bombay, „a început să-și afirme autoritatea asupra tuturor chestiunilor legate de Khoja”, lucru care a stârnit valuri de proteste. Conflictele provocate de oponenții săi au dus la faimosul Caz Aga Khan din 1866, în care judecătorul britanic Joseph Arnould a validat autoritatea Aga Khan asupra comunității Khoja. Argumentele pentru decizia sa s-au bazat pe însăși ideea de identitate religioasă și cazul a devenit un moment de cotitură în soarta comunității, deoarece membrii acesteia au fost împărțiți ulterior între Khoja ismailiți, duodecimani și suniți. Aceștia din urmă sunt reprezentați de adversarii lui Aga Khan, căruia nu-i recunosc autoritatea și, în marea lor parte, provin din casta hindusă Khatri, fiind stabiliți în statul Punjab. În schimb, Khoja din Bombay provin, în mare parte, din casta hindusă Lohana din Sindh, sunt ismailiți și adepți ai Aga Khan.
Referindu-se la Cazul Aga Khan, Teena Purohit, profesor asistent de religie la Universitatea din Boston, acordă numele de „Islam Satpanth” tipului de credință practicat de comunitatea Khoja, definindu-l ca „un tip de Islam influențat de ginan-uri” (imnuri devoționale recitate de musulmanii ismailiți), și anume de Dasa Avatara („Al zecelea avatar”), „o dovadă literară distinctă a dezvoltării timpurii a ismailismului în vestul Indiei”. Purohit pune sub semnul întrebării clasificarea comunității Khoja ca sectă religioasă și susține că aceasta a fost plasată într-o schemă cu rol exclusiv de clasificare, având ca punct de referință islamul sunit. Totodată, concepția occidentală de „identitate” a judecătorului Arnould despre religie a impus o amprentă sectară asupra comunității Khoja.
Practicile Khoja fuseseră privite prin prisma termenilor de „islam”, „sunniți” sau „șiiți”, iar ce nu se încadra în aceste categorii formulate după concepte occidentale „a fost clasificat ca irelevant, ignorant, superstițios sau pur și simplu fals”.
Conotația etnică a termenului Khoja s-a încheiat cu efortul Imamului Aga Khan III de a consolida identitatea ismailită a adepților săi, ca parte a unui program mai larg de reforme sociale și religioase de la începutul secolului al XX-lea, care a avut drept obiectiv întărirea sentimentului de apartenență la șiismul ismailit și de identificare a comunității Khoja cu acesta.

## Practici și obiceiuri
Comunitatea Khoja este guvernată în principal de dreptul cutumiar. Căsătoria, divorțul și obiceiurile funerare ale comunității Khoja au o puternică influență hindusă. 
Ritualul căsătoriei este un bun prilej de a observa fuziunea dintre elemente hinduse și influențe ismailite. „Părinții sau tutorii perechii căsătorite se întâlnesc cu trei sau patru zile înainte la Jamaat khana cu prietenii și rudele lor și cu un reprezentant al cultului. Acesta din urmă notează numele mirelui și al miresei, iar tatăl mirelui plătește tatălui miresei o sumă simbolică de 5,25 rupii (rupie). Suma este primită de tatăl fetei și predată funcționarului ca o contribuție la fondul Jamaat khana. Prietenii mirelui aduc un vas de cupru care conține între 5 și 10 kg de zahăr și îl așează dinaintea funcționarului. După ce au repetat numele sfinte ale celor cinci figuri emblematice ale islamului șiit sau Panj-tan, care îi includ pe Profetul Muhammad Mohammed, pe Ali (ginerele Profetului), pe Fatima (fiica preferată a Profetului și soția lui Ali), pe Hassan și Husayn (fiii lui Ali și ai Fatimei), vasul cu zahăr este plasat în fața tatălui miresei ca semn al acceptării învoielii. El îl gustă, apoi este împărțit printre cei prezenți. În dimineața următoare, este pregătit un acord scris. Scribul Jamaat khanei scrie numele celor cinci figuri sfinte ale islamului și numele a patru arhangheli: Diabrail, Israfil, Azrael și Arhanghelul Mihail.
Divorțul nu se acordă fără aprobarea Jamaat khanei și necesită, de obicei, acordul ambelor părți. O a doua soție este permisă dacă sunt depuse 2.000 de rupii pentru întreținerea primei soții.
Și ceremoniile în care se sărbătorește nașterea unui copil sunt puternic influențate de practicile hinduse. O astfel de ceremonie este Chatti, care este organizată la a șasea zi după naștere și diferă de cea a musulmanilor obișnuiți din Gujarat. „În această zi, lângă patul mamei este așezat un scăunel din lemn, pe care copilul și mama sunt spălați și îmbrăcați. În seara celei de-a șasea zi, pe scaun sunt așezate un stilou roșu, o călimară cu cerneală sau o carte cu pagini albe, un cuțit și o ghirlandă de flori. Pixul, cerneala și hârtia simbolizează zeița norocului despre care se crede că scrie destinul nou-născutului. În timp ce rudele familiei vin în vizită, mama aruncă puțin orez lângă scaun, așezând pe jos brățările din aur sau argint primite în dar. Apoi, fiecare femeie din familie se apleacă asupra mamei și a bebelușului și ia bolile lor asupra ei, trecându-și mâinile peste cei doi și pocnindu-și articulațiile degetelor de tâmplele mamei. Bebelușul este apoi așezat pe pământ, pe orezul împrăștiat, iar mama se ridică și se înclină dinaintea copilului. Apoi, se aprind artificii și copilul este așezat în poala mamei sale."
Un obicei specific atunci când un Khoja se află pe patul de moarte este stropirea sa cu apă sfințită, în cadrul unui ritual purificator numit „ghat paat" și citirea imnului Dasa Avatara."
Khoja participau la toate ritualurile tradiționale șiite care comemorează martiriul Imamului Husayn, în luna Muharram. Acei Khoja care își puteau permite cheltuielile, trimiteau trupurile rudelor lor la Karbala, în Irak, pentru a fi înmormântate lângă mausoleul dedicat lui Husayn. Importanța Karbalei pentru membrii comunității Khoja a fost întărită și de faptul că, în ritualul „ghat paat", sorbeau apă sfințită în care erau dizolvate pastile mici de lut din Karbala.

## Organizarea comunității
Organizarea comunității se prezintă sub forma unei centralizări fiscale în jurul persoanei sacre a liderului Aga Khan, însă congregația are o independență completă în chestiuni administrative, inclusiv în probleme de ex-comunicare. Fiecare congregație are propriul său Jamaat khana, care este atât casă de adunare, cât și moschee. Funcționarii sunt uneori numiți de Aga Khan, dar cel mai adesea sunt aleși. Donațiile pentru Imam sunt colectate prin intermediul acestora și includ zeciuiala (dasandh) și diverse taxe minore la ocazii speciale, fie recurente, fie ocazionale.
Administrarea proprietății congregației din Bombay, de exemplu, inclusiv a Jamaat khanei, era responsabilitatea unui grup select de „magnați" comerciali Khoja care formau un fel de sfat al bătrânilor. Pe lângă membrii sfatului, liderul congregației și trezorierul, care erau aleși, erau figuri centrale ale autorității în castă. Îndatoririle lor includeau colectarea de taxe religioase de la membrii castelor pentru a fi transmise imamilor din Iran. Deja la începutul secolului al XIX-lea, unii dintre „magnații" mai progresiști au avut un rol esențial în instituirea reformelor în rândul Khoja, cum ar fi introducerea limbii engleze în școlile lor.
Khoja se bucură de o bună reputație în afaceri și se consideră că au un puternic sentiment de concurență. Aceștia sunt descriși ca fiind „îngrijiți, curați, sobri, chibzuiți, ambițioși și întreprinzători". Sunt mari călători pe uscat și pe mare, care vizitează și se stabilesc în țări îndepărtate în scopuri de negoț. Au legături comerciale cu Punjab, Sindh, Calcutta, Sri Lanka, Myanmar (Birmania), Singapore, China și Japonia; cu porturi din Golful Persic, Peninsula Arabă și Africa Răsăriteană; și cu Anglia, Statele Unite și Australia. Tinerii Khoja merg ca ucenici în firme din cadrul comunității, pentru salarii de la 200 la 2.000 de rupii pe an, cu pensiune și cazare.
Khoja se bucură de reputație în comerțul cu porumb, bumbac, piele, sidef, cereale, condimente, fălci de pește, aripi de rechin, semințe de bumbac, mobilier, opiu și mătase. Au câștigat, de asemenea, poziții înalte în profesii ca medici, ingineri și avocați.

## Khoja în regiunea chinezăXinjiang
Khoja s-au extins înclusiv în Asia Centrală, alcătuind o comunitate formată în principal din descendenți ai pir-ului Ahmad Kasani (1461–1542), activist politic și autor a numeroase tratate de religie. Datorită bunelor relații cu dinastiile mongole, Khoja au fost adesea desemnați ca lideri locali de către conducătorii mongoli din Altishahr (regiunea actuală a bazinului Tarim din Xinjiang, China). Între 1678 și 1759, aceștia chiar au domnit în Xinjiang, purtând tilul de sayyid (descendent al Profetul Mohammed). Chiar dacă Ahmad Kasani nu a vizitat niciodată Altishahr, urmașii săi s-au manifestat în această zonă și au stabilit două filiații, Qarataḡlïq și Aqtaḡlïq, care au dominat istoria Xinjiang-ului în secolele al XVII-lea și al XVIII-lea.
Din punct de vedere cultural, Khoja din Asia Centrală au încurajat atât traducerea operelor persane în limba turcică a zonei, cât și revigorarea formelor literare originale, scrise în această limbă. Interesul lor pentru literatură, îndeosebi cea religioasă, a fost o constantă a vieții lor și cultura literară a continuat să prospere mult după ce dinastia a luat sfârșit. Din operele lor se poate aprecia importanța istoriilor și a poveștilor despre sfinții musulmani, în special a celor din diferite părți ale bazinului Tarim, în crearea unui sentiment de identitate islamică comună. Khoja au fondat mausolee pentru unii dintre acești sfinți și au stabilit înzestrări pioase (waqf-uri) pentru a-i sprijini. Mausoleele au devenit locuri de pelerinaj, care au făcut ca locuitorii din diferite părți ale regiunii să se apropie între ei.

## Literatura sacră
Efervescența religioasă a liderilor spirituali ai ismailiților nizariți a dus la apariția unui gen literar propriu, ginan-ul. Ginan-urile (lit. gnoză), imnuri sau poezii devoționale recitate de musulmanii ismailiți, reprezintă literatura sacră a comunității Khoja din Asia de Sud și acoperă teme variate, de la iubirea divină, cosmologie, ritualuri și escatologie, la comportament etic și meditație. Cu dimensiuni care variază între trei versete și sute de pagini, ginan-urile sunt atribuite pir-ilor, care urmează imediat după imami, în ierarhia ismailită.
Termenul „ginan" este derivat din cuvântul sanscrit „jñana" („cunoaștere”), cu sensul de „adevăr" sau „înțelepciune ezoterică"; prin urmare, ginan-urile pot fi cel mai bine înțelese ca imnuri ale înțelepciunii ezoterice.
Cel mai mare număr de ginan-uri îi este atribuit lui Pir Sadardin, căruia i se atribuie și înființarea primului Jamaat khana și inventarea grafiei Khoja (un alfabet secret pentru înregistrarea textelor religioase și păstrarea conturilor comerciale).
Unele dintre primele ginan-uri, cum este Dasa Avatara, adesea considerat o operă de căpătâi a tradiției Satpanth, au creat o echivalență aparentă între conceptul hindus Vaishnava de „avatara" (încarnare) și conceptul ismailit de „imam". Kalki, a zecea încarnare mesianică (dasa avatara) a lui Vișnu, redenumită în tradiția Satpanth ca Nakalanki, „Cel fără de pată”, a fost identificat cu Ali, primul imam șiit. În astfel de ginan-uri, pir-ii s-au reprezentat ca niște ghizi spirituali care cunoșteau unde se află a zecea încarnare mult așteptată a lui Vișnu, adică imamul ismailit, despre care susțineau că trăiește în vest (Iran). De asemenea, ei au transpus conceptul de Coran ca scriere divină într-un cadru cultural hindus, descriindu-l ca fiind ultimul dintre Vede. Drept urmare, aceste ginan-uri descriu Satpanth-ul ca fiind finalitatea sau punctul culminant al tradiției hinduse Vaishnava. Alte ginan-uri și-au formulat învățăturile într-un cadru sufit, reiterând o relație între sufism și doctrina ismailită răspândită în Iran, mai ales după secolul al XIII-lea. Un exemplu ilustrativ de ginan care adoptă un astfel de cadru sufit este „Bujh Niranjan", o bogată compoziție în hindi medievală care descrie etapele și stările dezvoltării spirituale folosind termeni tehnici sufiți extrași din tradiția persană și arabă.
Impactul transformării identitare a membrilor comunității Khoja asupra literaturii este reflectat în bună măsură de ginan-uri. Direcțiile multiple de înțelegere a doctrinei Imamului în rândul Khoja s-au oglindit în practicile lor religioase, documentate la începutul secolului al XIX-lea. Pe lângă efectuarea ritualurilor islamice de origini sectare mixte, ei recitau, în timpul ceremoniilor religioase, ginan-ul Satpanthi Dasa Avatara. Iar când nu practicau rugăciunile specifice celor două mari sărbători islamice, Eid ul-Fitr și Eid al-Adha, aveau propria rugăciune rituală în limba gujarati, recitată de trei ori pe zi, în care presărau, arbitrar, expresii din limbile arabă și persană.

## Personalități Khoja
Ahmad Yasawi (1093–1166), poet și mistic sufit, a exercitat o influență puternică asupra dezvoltării ordinelor sufite în întreg spațiul de influență turcică. Mausoleul lui Khoja Ahmed Yasawi, în orașul Yasi, acum Turkestan, a fost construit în perioada lui Timur Lenk, între 1389 și 1405. În această clădire parțial neterminată, maeștrii persani au experimentat soluții arhitecturale și structurale utilizate ulterior în construirea Samarkandului, capitala Imperiului Timurid. Astăzi, este una dintre cele mai mari și mai bine conservate construcții din perioada timuridă.
Ahmad Kasani (1461–1542), învățat și autor sufit, s-a născut într-o familie de descendeți (sayyed) ai Profetului din Kasan (Asia Centrală). În tinerețe, a trăit în Tașkent și a devenit discipolul pir-ului Muhammad Qazi, adept al ordinului sufit Naqshbandi. Ordinul Naqshbandi se constituia într-un liant între triburile nomade, breslele din orașe și fermieri. Ulterior, în calitate de lider al ordinului, Kasani a reușit să-și impună influența pentru a obține concesii de la conducătorii Asiei Centrale, inclusiv suficient aur pentru a construi un han al ordinului Naqshbandi în Buhara. Kasani a murit la moșia sa din satul Dahbid, în apropierea Samarkandului, lăsând ca moștenire reputația sa de sfințenie și învățătură, rolul său politic și numeroase bunuri în așezăminte religioase (waqf).
Muhammad Ali Jinnah (1876-1948), liderul partidului politic All-India Muslim League din India și fondatorul Pakistanului, a fost, prin naștere, un Khoja și a pledat, printr-un discurs liberal, pentru o națiune separată destinată musulmanilor subcontinentului. Jinnah a pus sub semnul întrebării securitatea minorității musulmane într-o Indie dominată de o autoritate exclusiv hindusă. Declarând că islamul este pus în pericol de o asertivitate hindusă reînviată, Jinnah și liga au susținut „teoria celor două națiuni” care afirma că musulmanii indieni au dreptul - și, prin urmare, necesită - un stat separat, autoguvernat într-un subcontinent reconstituit.
Amir H. Jamal (1922-1995), politician tanzanian de origine indiană și diplomat, a fost cel mai longeviv ministru al finanțelor din Tanzania. A studiat în India, unde una dintre amintirile sale a fost despre o întâlnire a Congresului Național Indian din Bombay, în 1942, când Mahatma Gandhi a lansat apelul la adresa britanicilor de a „părăsi India”, acesta fiind debutul unei noi mișcări a lui Gandhi spre independență.
Dimple Kapadia (n. 1957, Bombay) este o actriță indiană provenită dintr-o familie înstărită, fiind descoperită la 14 ani de regizorul Raj Kapoor. A fost printre primele actrițe care au jucat în filme de acțiune hindi centrate pe femei, dar a fost apreciată de critici mai ales când a fost distribuită roluri dramatice atât în filmele indiene mainstream, cât și în cele neorealiste (cinema paralel). Tatăl său, Chunibhai Kapadia, venea dintr-o familie bogată de Khoja ismailiți, ai cărei membri „îmbrățișaseră hinduismul”, în timp ce încă îl considerau pe Aga Khan drept mentorul lor religios. Mama sa, Bitti, era practicantă ismailită. În copilărie, Dimple a primit numele de Ameena de la Aga Khan III, dar nu a fost niciodată strigată cu acest nume. Bunica sa obișnuia să o ducă la Jammat khana, care i se părea „o altă lume".